# ナイアーラソテップ (小説)
『ナイアーラソテップ』（Nyarlathotep）とは、ハワード・フィリップス・ラヴクラフトの短編小説。

## 概要
1920年12月に執筆され、同人誌『ユナイテッド・アマチュア』の1920年11月号にはじめて掲載され、次に『ナショナル・アマチュア』1926年7月号に再掲載された後、1943年のアーカムハウスの『眠りの壁の彼方に』に収録された。ラヴクラフトが母親スージィの死後、ショックを受けていた時期に見た悪夢の内容を文章にしたものだといわれる。詩の書き出しは「半分眠っている状態」で書かれた。

## あらすじ
物語は、一人称視点で描かれ、語り手である主人公が空に向かって自分の今までの体験を語るという体裁で始まる。
ある日から人々は、皆が信じる神や奇跡でも解決できないほど人類が行き詰まっていると感じていた。そんな彼らの前にエジプトからやって来たファラオのごとき高貴な人物が啓示を広めて人々から支持を集めていた。この謎めいた人物・ナイアーラソテップの開く講義に参加するように主人公は、友人から勧められる。当日、多くの人々が集まるが主人公たちは、ナイアーラソテップのやって見せたことをトリックだと批判し、彼を侮辱する。するとナイアーラソテップも怒って全員を会場から追い出してしまう。
ナイアーラソテップを非難する群衆が街路を歩いて行くと次々に恐ろしい現象が起こる。はじめ主人公たち群衆は、何でもない出来事だとお互いを励ますものの次第に説明のつかない光景に言葉を失っていく。そのまま一列に進み続ける群衆は、次々に姿を消し、最後に一人残った主人公が信じられない景色の中、作品の冒頭に結びつく最後の述懐を始める。

## 解説

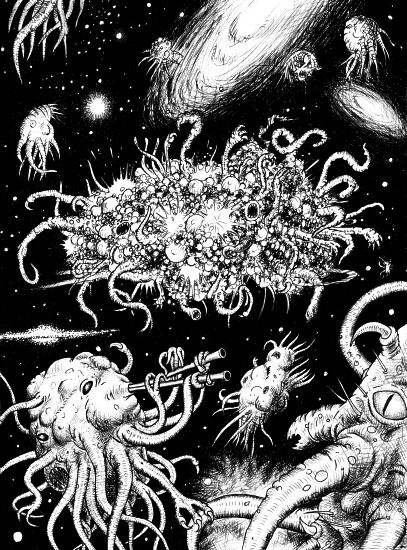
踊る白痴神ども。彼らの化身がナイアーラソテップである

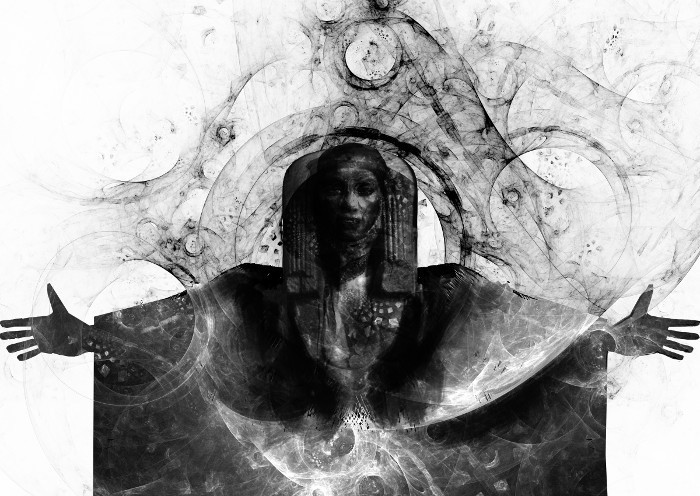
ラヴクラフトの悪夢にナイアーラソテップが現れた

本作に登場するニャルラトホテプは、クトゥルフ神話において重要なキャラクターとして知られる。この作品が初出だが、後に同名の詩が作られている。講義を開いたり怪しい器具を売りつけたり最初は、ただのペテン師であるように描かれるが物語が後半に差し掛かると群衆を驚かす力を発揮する。それでも他のラヴクラフト作品の人知を超える存在、クトゥルフやアザトース、ヨグ＝ソトースらに比べると人間大で描写されている。
ラヴクラフトは、幼少期に父が精神病院で亡くなって以来、母方の祖父の家で暮らしていたが祖父の死後は、経済的に苦しくなり進学にも失敗していた。彼の心の支えは母親で、この事は、本人はもとより友人や妻のソニア・グリーンも承知するほど周知の事実であった。しかも母親が父親と同じように精神病院で亡くなるとラヴクラフトは、自分も同じ運命を辿るのではないかという不安さえ感じ始めていた。また頭痛や悪夢は、ラヴクラフトが子供の頃から苦しんでいたらしく学業にも支障をきたした程で彼にとって共に大きな要素であった。本作は、それらの要素を持つラヴクラフトが直前に見た夢の内容を書き現したものとされている。

## 収録
- 「ナイアルラトホテップ」『ラヴクラフト全集5』、大瀧啓裕訳、創元推理文庫（1987年7月）、ISBN 978-4-488-52305-3
- 「ニヤルラトホテップ」『ラヴクラフト恐怖の宇宙史』、荒俣宏訳、角川ホラー文庫（1993年7月）、ISBN 978-4-04-169019-2
- 「ナイアルラトホテプ」『這い寄る混沌 新訳クトゥルー神話コレクション3』、森瀬繚訳、星海社FICTIONS（2019年11月）、ISBN 978-4-06-514197-7
- 「ニャルラトホテプ」『インスマスの影―クトゥルー神話傑作選―』南條竹則訳、新潮文庫（2019年8月）、ISBN 978-4-10-240141-5

## 関連作品
- 闇の魔神 - ロバート・ブロックによるクトゥルフ神話。ラヴクラフトを連想させる作家が、夢で見た光景を小説に書き落とし、夢で出会った<暗きもの>と接触するという、メタ的な作風をしている。

## 這い寄る混沌
『這い寄る混沌』（はいよるこんとん、Crawling Chaos）は、ハワード・フィリップス・ラヴクラフトの小説。
阿片を大量吸引することで、未来の地球の光景を幻視する。海も植物も建物も、まるで見たことのない、混沌の異界であった。
ラヴクラフトがゴーストライティングした作品であり、イリザベス・バークリイとの合作である。また発表時はイリザベス・バークリイとルーイス・ティアボールド・ジュニアの共作という名義になっていた。1920年12月ごろに執筆され、同人誌『ユナイテッド・コウオパラティヴ』1921年4月号に掲載された。
『ナイアルラトホテップ』の執筆後まもないころに書かれており、そちらの作品内にある言葉が本作のタイトルに採用された。この言葉は後にナイアルラトホテップの異名となる。

### 収録（這い寄る混沌）
- 「這い寄る混沌」『ラヴクラフト全集 別巻〈上〉』、大瀧啓裕訳、創元推理文庫（2007年9月）、ISBN 978-4-488-52308-4 - 解説は別巻〈下〉に掲載。
- 「這い寄る混沌」『這い寄る混沌 新訳クトゥルー神話コレクション3』、森瀬繚訳、星海社FICTIONS（2019年11月）、ISBN 978-4-06-514197-7